# Trio pour piano, violon et violoncelle (Clara Schumann)
Pour les articles homonymes, voir Trio pour piano, violon et violoncelle (homonymie).

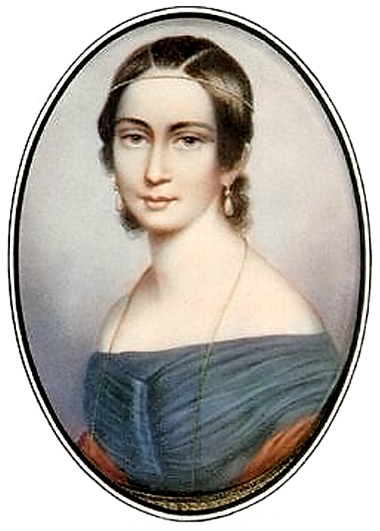
Clara Schumann

Le Trio pour piano, violon et violoncelle op. 17 est une œuvre composée par Clara Schumann en 1846.

## Histoire
Clara Schumann compose ce trio à l'été 1846, quelques mois après la naissance de son quatrième enfant, Emil.
Cette composition a peut-être encouragé son mari Robert Schumann à composer son premier trio pour piano un an après, en 1847.

## Structure
L'œuvre comprend quatre mouvements :
1. Allegro moderato
2. Scherzo: Tempo di menuetto
3. Andante
4. Allegretto

## Discographie
- Veronica Jochum (piano), Joseph Silverstein (violon), Colin Carr (vio:oncelle), 1992, Tudor
- Dartington Piano Trio, 1999, Helios
- Francesco Nicolosi (piano), Rodolfo Bonucci (violon), Andrea Noferini (violoncelle), 2004, Naxos
- Boulanger Trio, 2009, Ars Produktion
- Schweizer Klaviertrio, 2012, Audite